# 텔레컴 센터

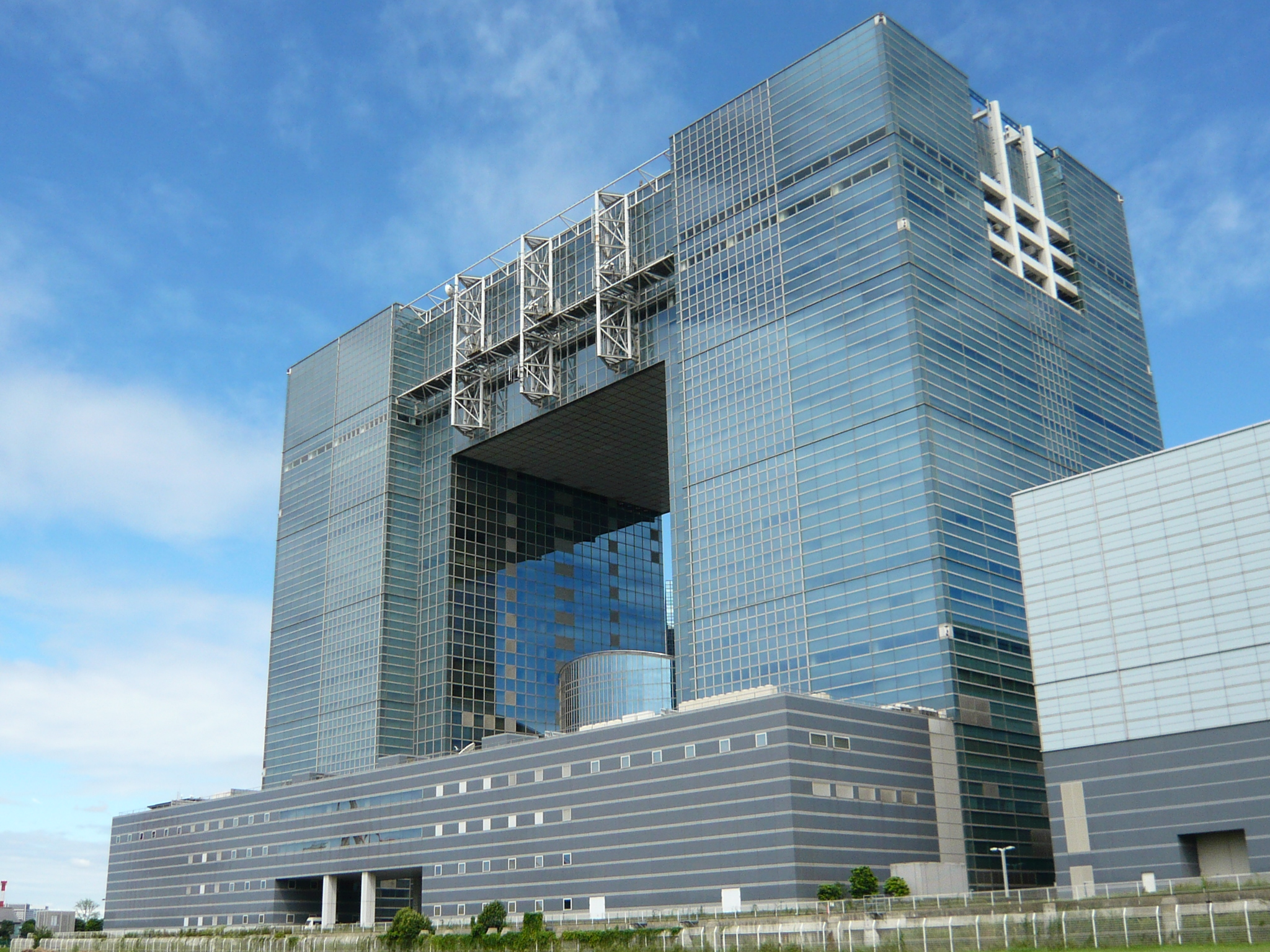
텔레컴 센터

텔레컴 센터(일본어: テレコムセンター)는 일본 오다이바에 있는 건축물로, 이 건물에서 오다이바 일대의 풍경과, 레인보우 브리지, 도쿄 타워, 시오도메, 신주쿠 부도심 등 도쿄 시내 전체가 한눈에 들어온다.